# Sterlinghil·lita
La sterlinghil·lita és un mineral de la classe dels fosfats que pertany al grup de la ludlamita. Rep el nom de la mina Sterling, als Estats Units, la seva localitat tipus.

## Característiques
La sterlinghil·lita és un arsenat de fórmula química Mn2+₃(AsO₄)₂·3H₂O. Va ser aprovada com a espècie vàlida per l'Associació Mineralògica Internacional l'any 1980, sent publicada per primera vegada el 1981. Cristal·litza en el sistema triclínic. La seva duresa a l'escala de Mohs és 3.
Segons la classificació de Nickel-Strunz, la sterlinghil·lita pertany a «08.CD: Fosfats sense anions addicionals, amb H₂O, només amb cations de mida mitjana, amb proporció RO₄:H₂O = 1:2» juntament amb els següents minerals: kolbeckita, metavariscita, fosfosiderita, mansfieldita, escorodita, strengita, variscita, yanomamita, parascorodita, ludlamita i rollandita.
L'exemplar que va servir per a determinar l'espècie, el que es coneix com a material tipus, es troba conservat a les col·leccions mineralògiques del Museu Nacional d'Història Natural, l'Smithsonian, situat a Washington DC (Estats Units), amb el número de registre: 147269.

## Formació i jaciments
Va ser descoberta a la mina Sterling, a la localitat d'Ogdensburg, dins el comtat de Sussex (Nova Jersey, Estats Units). També ha estat descrita a la mina Gozaisho de la ciutat d'Iwaki, a la prefectura de Fukushima (Japó), i a la mina Monte Nero, a Rocchetta di Vara (Ligúria, Itàlia). Aquests tres indrets són els únics de tot el planeta on ha estat descrita aquesta espècie mineral.